# Смирнова-Замкова Олександра Іванівна
Олекса́ндра Іва́нівна Смирно́ва-Замкова́  (5 (17 травня) 1880, Київ — 22 вересня 1962) — патологоанатом, доктор медичних наук, з 1939 року — член-кореспондент, з 1951 року — дійсний член АН УРСР.

## Біографія
Народилася 5 травня 1880 року в Києві в родині земського лікаря Івана Васильовича Смирнова, сина бідного священника. Мати — Анна Іванівна Фаворська. Олесксандра мала молодшого брата й сестру. Згодом родина переїхала до Переяслава, де мати померла 1889 року, а батько одружився вдруге. 1890 року Олександра повернулася до Києва, де мешкала в брата матері лікаря Фаворського, вступила до жіночої гімназії Міністерства освіти, яку закінчила в 1898 році.
У 1906 році закінчила медичний факультет Університету Монпельє у Франції й захистила дисертацію доктора медицини на тему «Про характер змін в організмі та про збудника актиномікозу». У роботі над дослідженням Олександрі допомагав Володимир Високович. 1907 року Смирнова повернулася до Києва. З вересня 1907 до березня 1908 року працювала в Київському бактеріологічному інституті під керівництвом Володимира Високовича, у 1908 році перейшла викладати на медичне відділення Вищіх жіночих курсів, яке 1916 року було перетворене на Жіночий медичний інститут. У 1920 разом з приєднаним жіночим інститутом продовжила викладання в Київському медичному інституті, де працювала до 1930 року.
У 1927 році почала працювати в ВУАН, спочатку на посаді позаштатного працівника Патологоанатомічної комісії (пізніше — кафедри патологічної анатомії) під керівництвом академіка Миколи Мельникова-Разведенкова. Пізніше у 1930 чи 1931 році стала завідувати лабораторією з вивчення проблем патології.
Зі створенням Інституту клінічної фізіології АН УРСР 1934 року працювала там старшим науковим співробітником відділу патологічної анатомії, а 1938 року очолила його, залишаючись на цій посаді до 1953 року. Після створення Інституту фізіології імені О. О. Богомольця АН УРСР у 1953 році стала завідувачкою лабораторії морфології.
Паралельно в 1933—1941 роках була завідувачкою катедри патологічної анатомії Другого київського медичного інституту.
У 1934 році Смирнова-Замкова здобула вчене звання професора, а 1935 року — ступінь доктора медичних наук.

Могила Олександри Смирнової-Замкової

Померла 22 вересня 1962 року. Похована в Києві на Байковому кладовищі, пам'ятник встановлено 1969 року, скульптор К. А. Кузнецов.

### Родина
Чоловік — Самуїл Абрамович Замков, теж лікар. В особовій справі академіка Олександри Іванівни Смирнової-Замкової станом на 1961 рік зазначено, що вона має дочку, зятя та трьох онучок.

## Наукова діяльність
Смирнова-Замкова опублікувала близько 90 праць, основні з них присвячені вивченню патологічної анатомії інфекційних хвороб, передпістрякових захворювань, патанатомії інших пухлин, променевої хвороби, вивченню неклітинних структур організму. Смирнова-Замкова створила вчення про систему «основної аргірофільної речовини» (речовини, що забарвлюється сріблом у лужних умовах) і зробила важливі для науки висновки про природу розвитку тканин.
Зробила значний внесок у галузі вивчення патогенезу променевої хвороби.
Підготувала понад 25 кандидатів і 10 докторів наук.

## Нагороди
- Орден Леніна
- Орден «Знак Пошани»
- Заслужений діяч науки і техніки УРСР (1945)[7]
- «Відмінник охорони здоров'я» СРСР (1949)
- «Почесна грамота» Президії Верховної Ради УРСР за видатні заслуги в розвитку вітчизняної науки (1960)